# کنساکو اوموری
کنساکو اوموری (انگلیسی: Kensaku Omori؛ زادهٔ ۲۱ نوامبر ۱۹۷۵) بازیکن فوتبال اهل ژاپن است.
از باشگاه‌هایی که در آن بازی کرده‌است می‌توان به باشگاه فوتبال کاشیما آنتلرز، باشگاه فوتبال سرزو اوساکا، باشگاه فوتبال یوکوهاما مارینوس، و باشگاه فوتبال کونسادول ساپورو اشاره کرد.
وی همچنین در تیم ملی فوتبال زیر ۲۰ سال ژاپن بازی کرده‌است.